# SN 2010bl
SN 2010bl – supernowa typu Ia odkryta 7 kwietnia 2010 roku w galaktyce M-03-32-18. W momencie odkrycia miała maksymalną jasność 16,50m.